# Slawetschna
Die Slawetschna (belarussisch Славе́чна; russisch und ukrainisch Слове́чна (Slowetschna)) ist ein rechter Nebenfluss des Prypjat in der Ukraine und in Belarus.
Die Slawetschna entspringt im Rajon Owrutsch der Oblast Schytomyr in der Nordwest-Ukraine. Sie fließt anfangs in nördlicher Richtung, wendet sich später nach Osten. Sie fließt in das Gebiet des Rajon Naroulja der Homelskaja Woblasz in Belarus und mündet schließlich in den Prypjat.
Die Slawetschna hat eine Länge von 158 km. Sie entwässert ein Areal von 2670 km². Sie wird in starkem Maße von der Schneeschmelze gespeist. 76 km oberhalb der Mündung beträgt der mittlere Abfluss 3,4 m³/s.